# Tusse de Remunye
La Tusse de Remunye (o Tusse de Remuñe) és un cim de 3.041 m d'altitud, amb una prominència de 29 m, que es troba a la capçalera de la Vall de Lliterola, al massís de Perdiguero, entre la província d'Osca (Aragó) i el departament dels Alts Pirineus (França).